# 惣領制
惣領制（そうりょうせい）とは、中世武士団に惣領を中心として形成される社会組織の単位としての同族結合の体制をいう。

## 概要
中世の武士の相続は女子も含めた諸子間の分割相続であったが、必ずしも均等相続ではなく、男子の中でも一族を統率する能力（器量）を持つ者がその主要部分を継承する例が多かった。この継承者を惣領（嫡子）と呼ぶ。残りの所領は惣領以外の男子（庶子）や女子の間で分割された。彼らは独立した生計を営む一方で、戦時には惣領の下に集まって戦闘集団を構成し、平時においては惣領が主催する先祖や家の祭祀に参加したり、幕府や荘園領主から惣領を通じて課された公事を負担したりする義務を負うなど、惣領の統制下から離脱することは出来なかった。一方、惣領は前述のような公事・軍役負担の遂行や一族祭祀を行うのみならず、一族の権利文書の維持管理、庶子の所領に対する検断・検注の権限を行使した。
鎌倉幕府は諸国の武士の統制を、惣領制が行われていた武士団を通して行った。すなわち、軍役・公事の負担を御家人である惣領宛に賦課して、庶子分も含めて一括して負担させ（実際には惣領は立て替えた庶子負担分を別途庶子に賦課することになる）、所領安堵や恩賞の申請も惣領経由で受付・交付を行った。惣領制が行われた背景には当時の相続法の仕組も深く関係するものの、武士団にとっては戦闘集団としての必要な武力の確保と開発領主としての所領の維持・拡大（荒野などの新規開発）において庶子の力が不可欠なものであったことによる。
ところが、鎌倉時代後期に入ると、恩賞などで与えられた武士団の所領が分散化の傾向を見せ始め、また惣領家と庶子家との血縁関係が希薄になるとともに庶子家の内部でも惣領に当たる家と庶子に当たる家が成立して惣領制が複雑な二重・三重の構造になるケースも現れ始めた。更に新規の開発も一段落したことで分割相続された所領は増加による回復を見込めなくなり、所領の細分化の方向に向かわせた。こうした中で実際に分割される所領が減少し、また分割された者一代に限って領有を認め、没後は惣領が没収するという一期分が女子の相続でみられるようになり、やがて庶子に対しても向けられるようになった。庶子の側もこうした惣領の動きに対抗して、惣領の所在地との遠隔などを理由として幕府に申し出て、惣領からの独立を認めて貰う例や、幕府における最高権力者である北条氏の被官である御内人となって惣領からの圧力を排除するようになり、惣領と庶子との対立が深まった。
南北朝時代から室町時代にかけて、惣領による統制が強化されて軍事指揮権や祭祀権を伴った惣領職の嫡長子単独相続制の実施や、惣領に大きな権力を与えた置文を作成して、庶子や女子は惣領に従属して軍役や公事に奉仕する体制が整備された。これによって、多くの武士団では惣領の地位の安定化が図られたものの、従属した庶子は惣領の被官と変わらない状態に置かれて、惣領制の本来の姿とはかけ離れた状態に置かれた。これによって、惣領制とよばれる体制はその機能を失って解体されることとなった。

## 惣領制由来の地名
- 神奈川県足柄上郡松田町松田惣領
- 神奈川県足柄上郡松田町松田庶子
- 富山県氷見市惣領
- 石川県輪島市惣領町
- 熊本県上益城郡益城町惣領
- 宮崎県延岡市惣領町